# Ludzisko

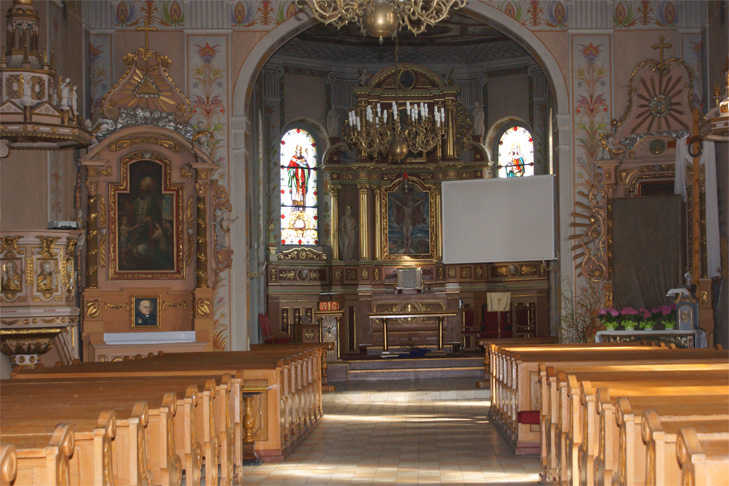
Wnętrze kościoła

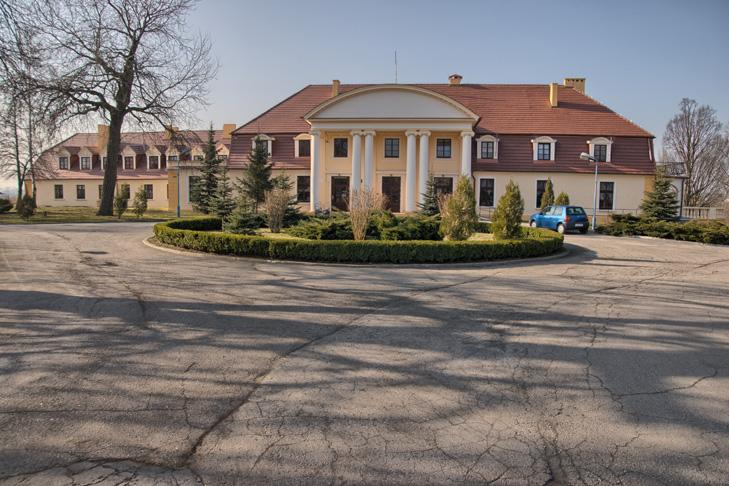
Dwór Ludzickich

Ludzisko – wieś w Polsce położona w województwie kujawsko-pomorskim, w powiecie inowrocławskim, w gminie Janikowo.
W latach 1975–1998 miejscowość administracyjnie należała do województwa bydgoskiego.

## Historia
Wieś wzmiankowana po raz pierwszy w 1192 r. jako o własności szlacheckiej. Od 1325 roku wymieniana jako parafia. Nazwa wsi wywodzi się od imienia Ludgier, Ludomir, Ludwik lub płynącej tutaj rzeczki Ludzicy, dzisiajszego Dunajka. Wieś pojawia się w źródłach pod nazwami: Ludisch (1236), Liziczko (1357), Ludziska (1360), Ludzysko (1409), Ludziczsko (1441), Ludzyczsko (1489), Lyudzicko (1532), Ludziczko (1582), Ludzicko (1583), Ludzisk (1729).
W  XV wieku w Ludzisku urodził się humanista, Jan z Ludziska. Istniała tu wówczas szkoła, z której czterech uczniów trafiło do Akademii Krakowskiej, m.in. właśnie Jan.
Pierwszym znanym właścicielem wsi był Szymon (starszy) z Ludziska, niewiadomego rodu. Wystąpił on w latach 1199/1200 - 1202 lub w 1202 r. wobec księcia wielkopolskiego Mieszka III Starego, a potem Konrada Mazowieckiego przeciw klasztorowi norbertanek w Strzelnie o zwrot pięciu wsi położonych nad Nerem, nadanych temu konwentowi przez jego synowicę Śmiławę. Był on synem komesa Dzięgnia związanego ze wschodnią Wielkopolską. Potomkowie Dzięgnia mogli pojawić się w Ludzisku w momencie zajęcia Kujaw przez księcia Mieszka III Starego w 1195 r. W 1196 r. Szymon Starszy z Ludziska brał udział w zgromadzeniu opolnym w Radziejowie.  W 1515 r. właścicielem folwarku w Ludzisku był Jan Orzechowski – syn Hektora.
W 2 poł. XVI w. majątek w Ludzisku uległ podziałowi. Wiadomo, że w 1579 r. współwłaścicielami dóbr byli Kunowscy, Słaboszewscy i Chwaliszewscy, później Dębscy. W XVIII w. Ludzisko ponownie było własnością Ludzickich (herbu Grzymała), co potwierdzają zapisy w księgach grodzkich z lat 1732–1735. W XVIII w. były widoczne oznaki rozwoju wsi, a pod koniec wieku został wybudowany obecny późnobarokowy dwór.

## Zabytki
Według rejestru zabytków NID na listę zabytków wpisany jest murowany kościół parafialny pw. św. Mikołaja, 1865, 1905, 1930-34, cmentarz kościelny oraz ogrodzenie, nr rej.: A/840/1-3 z 6.05.1998.
Ponadto we wsi znajduje się dwór z XVIII w. Zachował się wraz z całym zapleczem architektonicznym – z oficynami (dla służby dworskiej), czworakami (dla chłopów pracujących na folwarku) i parkiem, który został założony równocześnie z powstaniem dworu. Należy do najlepiej zachowanych na Kujawach osiemnastowiecznych rezydencji. Obecnie w dworze mieści się dom pomocy społecznej.

## Media
Ludzisko swoim zasięgiem obejmują media ze stolicy gminy.
- Portal miejski i gminny ejanikowo.pl - FAKTY I OPINIE[7]
- Lokalna telewizja kablowa JanSat